# C1orf216
C1orf216 (англ. Chromosome 1 open reading frame 216) – білок, який кодується однойменним геном, розташованим у людей на 1-й хромосомі. Довжина поліпептидного ланцюга білка становить 229 амінокислот, а молекулярна маса — 24 968.
| 10         |  | 20         |  | 30         |  | 40         |  | 50         |
| ---------- |  | ---------- |  | ---------- |  | ---------- |  | ---------- |
| MFAIQPGLAE |  | GGQFLGDPPP |  | GLCQPELQPD |  | SNSNFMASAK |  | DANENWHGMP |
| GRVEPILRRS |  | SSESPSDNQA |  | FQAPGSPEEG |  | VRSPPEGAEI |  | PGAEPEKMGG |
| AGTVCSPLED |  | NGYASSSLSI |  | DSRSSSPEPA |  | CGTPRGPGPP |  | DPLLPSVAQA |
| VQHLQVQERY |  | KEQEKEKHHV |  | HLVMYRRLAL |  | LQWIRGLQHQ |  | LIDQQARLQE |
| SFDTILDNRK |  | ELIRCLQQRA |  | APSRPQDQA  |  |            |  |            |

A: Аланін

C: Цистеїн

D: Аспарагінова кислота

E: Глутамінова кислота

F: Фенілаланін

G: Гліцин

H: Гістидин

I: Ізолейцин

K: Лізин

L: Лейцин

M: Метіонін

N: Аспарагін

P: Пролін

Q: Глутамін

R: Аргінін

S: Серин

T: Треонін

V: Валін

W: Триптофан